# Pittore di me stesso
Pittore di me stesso è l'album di debutto del cantautore italiano Rosario Di Bella, pubblicato dall'etichetta discografica EMI nel 1989.
Il disco, disponibile su long playing, musicassetta e compact disc, è prodotto da Mauro Paoluzzi, che ne ha curato gli arrangiamenti insieme allo stesso Di Bella.

## Tracce

### Lato A
1. Un amore improvviso
2. Come se parlassero due amici
3. Bella come una rosa
4. Cielo di cenci

### Lato B
1. Crescerò con te
2. Svegliati Maria
3. Anna
4. Resta così